# Salzachkreis

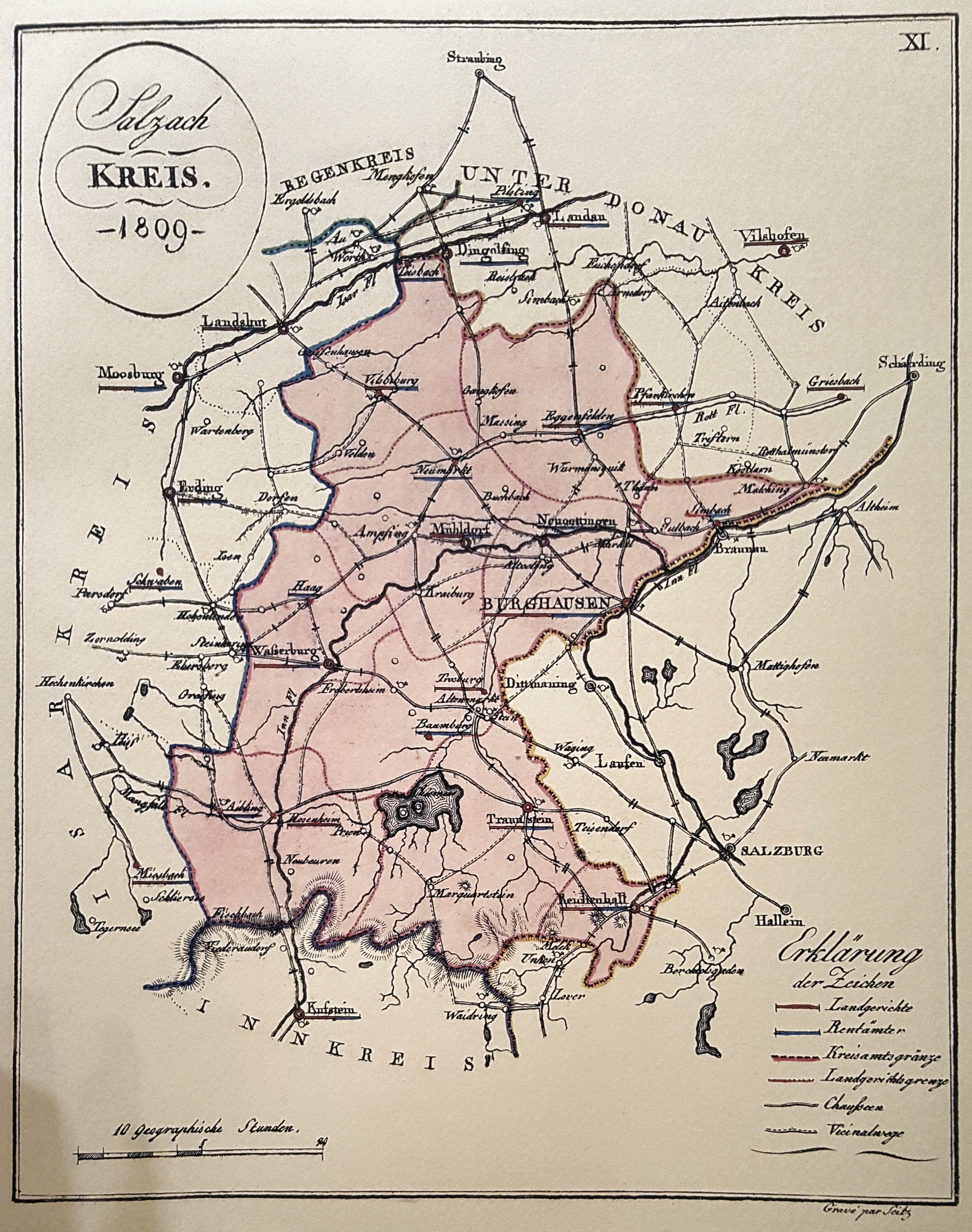
Der Salzachkreis (1809)

Der Salzachkreis mit der Hauptstadt Burghausen war einer der Kreise (Regierungsbezirk) des Königreichs Bayern und umfasste neben dem heutigen Südostoberbayern ab 1810 auch das in den Napoleonischen Kriegen von den Franzosen besetzte und im Pariser Vertrag an Bayern übergebene Herzogtum Salzburg (das ehemalige fürsterzbischöfliche Salzburger Land), das Gericht Kitzbühel (Tirol), und das südliche Innviertel, einschließlich von Teilen des Salzkammerguts.
Durch Abtretungen an das Kaisertum Österreich wurde nach dem Wiener Kongress das Gebiet des heutigen Bundeslandes Salzburg 1816 als Salzburgkreis dem Kronland Österreich ob der Enns (heute Oberösterreich) angeschlossen, auch der Innkreis (heute Innviertel) wurde wiederhergestellt. Der nur mehr Restgebiete umfassende bayerische Salzachkreis wurde 1817 aufgelöst.

## Geschichte

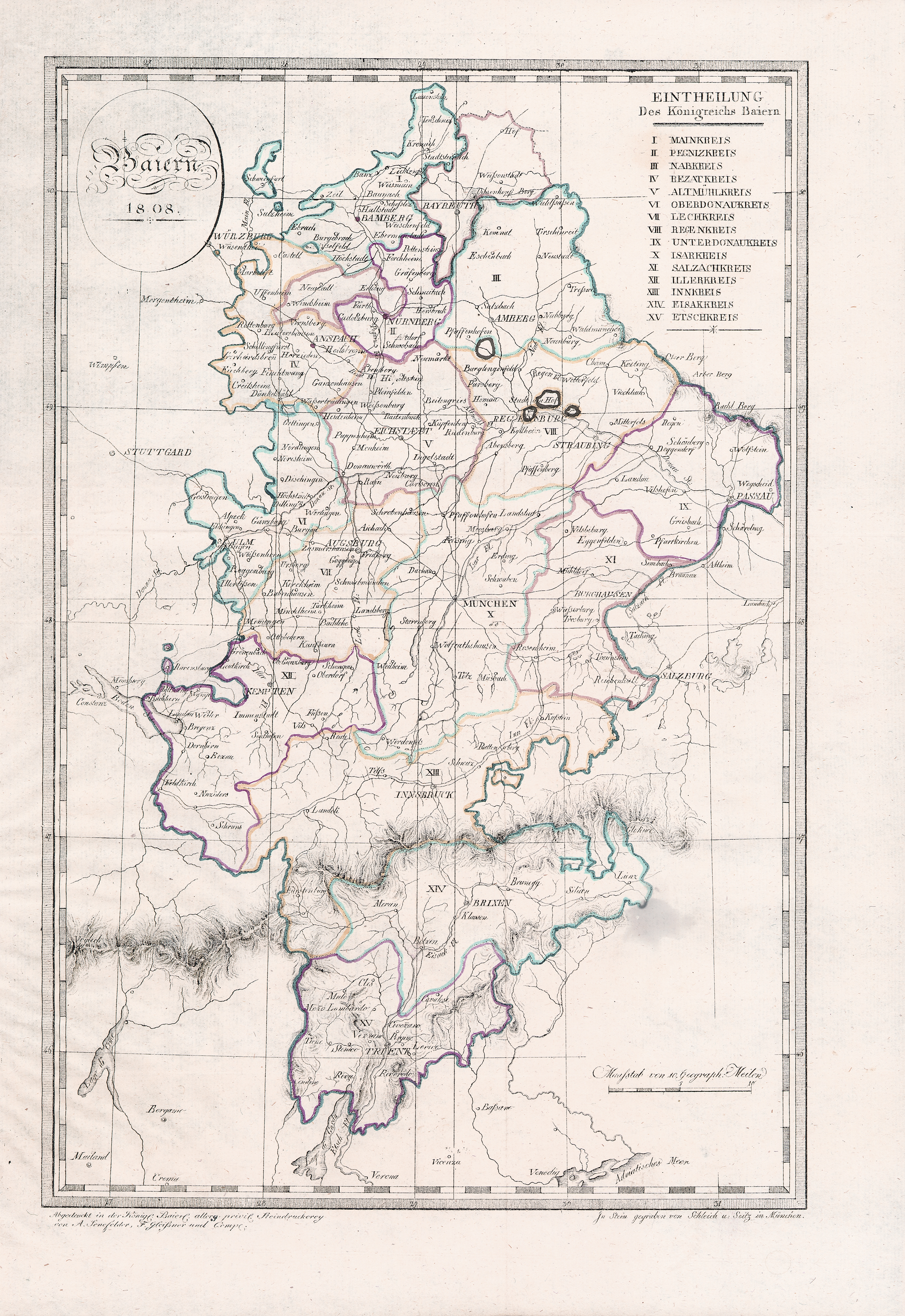
Bayerns Einteilung in Kreise im Jahr 1808

Im Jahr 1808 kam es zu einer grundlegenden Neuordnung der Verwaltung Bayerns, die von Maximilian von Montgelas initiiert wurden. Montgelas war damals der leitende Minister des zwei Jahre zuvor gegründeten Königreichs Bayern. Im Rahmen dieser Reform wurde auch die mittlere Verwaltungsebene komplett umgestaltet, wobei die historisch gewachsenen Territorialeinheiten aufgelöst und stattdessen fünfzehn administrative Kreise geschaffen wurden, zu denen auch der Salzachkreis gehörte.
Der Salzachkreis mit der Hauptstadt Burghausen umfasste zunächst zehn Landgerichte und seit 1809 die kreisunmittelbare Stadt Burghausen.
1810 wurde er erheblich in Richtung Südosten (Salzburger Land) vergrößert, Salzburg wurde Sitz des Generalkommissariats. Der Salzachkreis reichte im Norden bis Braunau am Inn, Altheim und Ried und weiter bis Haag am Hausruck und Grieskirchen. Im Osten bis Schwanenstadt, Vöcklabruck und den Attersee. Im Westen gehörten zum Salzachkreis Altötting, das Ostufer des Chiemsees, und im Südosten das Landgericht Kitzbühel (im heutigen Tirol).
Generalgouverneur für die neu für Bayern gewonnenen Gebiete des Inn- und Salzachkreises war Ludwig von Bayern, nachmalig König Ludwig I., Generalkreiskommissär, vorher Hofkommissär für die Vorbereitung der Amtsübernahme war Carl von Preysing, Regierungsdirektor (Kanzleidirektor) war Arnold von Mieg. Diese Verwaltung war 30. September 1810 - 1. Mai 1816 im Amt.
Der bayerische Teil des Salzachkreises wurde ab 1816 durch Abtretungen an Österreich erheblich verkleinert und schließlich im Jahre 1817 aufgelöst. Dabei kamen einige Landgerichte zum Isarkreis und einige zum Unterdonaukreis. Der österreichische Teil kam als Salzburgkreis an das Kronland Österreich ob der Enns und wurde 1849 eigenes Kronland.

## Gliederung

### Kreisunmittelbare Städte
Burghausen und Salzburg waren von 1811 bis 1816 kreisunmittelbare Städte.

### Landgerichte
Bayerische Landgerichte waren:
Abtenau (1811–1816), Altötting (ab 1810), Berchtesgaden (ab 1811), Braunau (1810–1816), Burghausen, Eggenfelden, Emsburg (1816), Frankenmarkt (1810–1816), Gastein (1811–1816), Grieskirchen (1810–1816), Haag (1810–1816), Hallein (1810–1816), Hopfgarten (1811–1816), Kitzbühel (1810–1814), Laufen (ab 1810), Mattighofen (1810–1816), Mauerkirchen (1810–1816), Mautendorf (1811), Mittersill (1811–1816), Mondsee (1814–1816), Mühldorf (bis 1810), Neumarkt am Wallersee (1810–1816), Radstadt (1811–1816), Reichenhall, Ried (1810–1816), Rosenheim (bis 1810), Saalfelden (1811–1816), Salzburg (1811–1816), Sankt Johann (1811–1816), Sankt Michael (1811–1816), Simbach (bis 1810 und ab 1816), Tamsweg (1811–1816), Taxenbach (1811–1816), Teisendorf (1811–1816), Thalgau (1811–1816), Tittmoning (1811–1816), Traunstein, Trostberg (bis 1810), Vilsbiburg (bis 1810), Vöcklabruck (1810–1816), Wasserburg (bis 1810), Werfen (1811–1816), Zell am See (1811–1816), Zell am Ziller (1814–1816).